# کوزوبشچزنا
کوزوبشچزنا (به لهستانی:  Kozubszczyzna) یک روستا در لهستان است که در گمینا کونوپنگتسا (استان لوبلین) واقع شده‌است. کوزوبشچزنا  ۷۵۰ نفر جمعیت دارد.